# Але (Арјеж)
Але (фр. Aleu) насеље је и општина у јужној Француској у региону Миди Пирене, у департману Арјеж која припада префектури Сен Жирон.
По подацима из 2011. године у општини је живело 142 становника, а густина насељености је износила 10,18 становника/km². Општина се простире на површини од 13,95 km². Налази се на средњој надморској висини од 700 метара (максималној 1.105 m, а минималној 496 m).

## Демографија
| 1962. | 1968. | 1975. | 1982. | 1990. | 1999. | 2011. |
| ----- | ----- | ----- | ----- | ----- | ----- | ----- |
| 204   | 211   | 135   | 127   | 134   | 122   | 142   |

График промене броја становника у току последњих година